# Ludwig XVII.

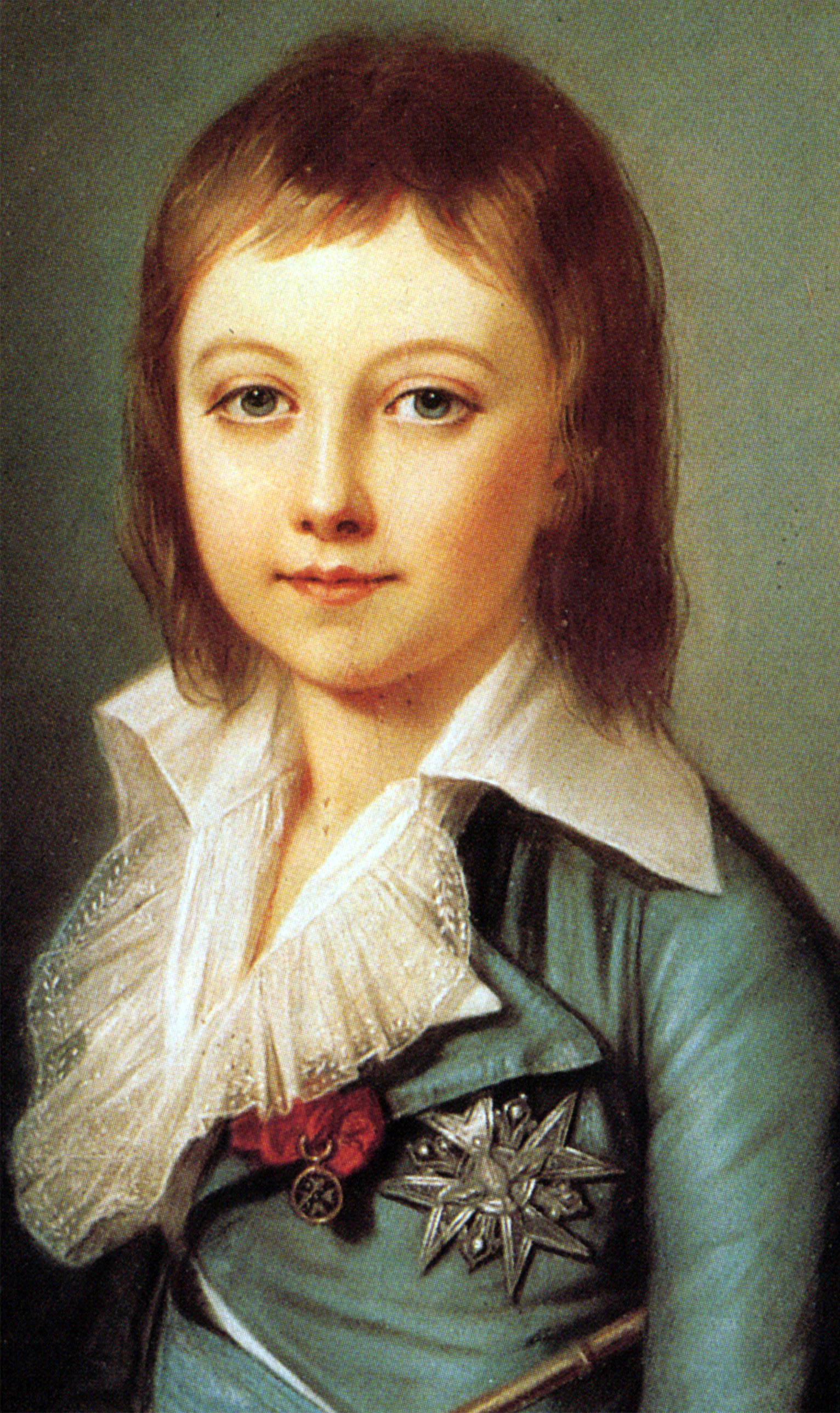
Ludwig XVII. (1792), Gemälde von Alexander Kucharski

Ludwig XVII. (Louis Charles; * 27. März 1785 in Versailles; † 8. Juni 1795 in Paris) war von Geburt an (Titular-)Herzog der Normandie sowie nach dem Tod seines älteren Bruders Louis Joseph ab 1789 Dauphin de France und damit Kronprinz von Frankreich. Monarchisten führen ihn in der Reihe der französischen Könige, da sie ihn als legitimen Nachfolger des während der Französischen Revolution gestürzten und hingerichteten Ludwig XVI. ansehen; er regierte jedoch niemals.

## Leben

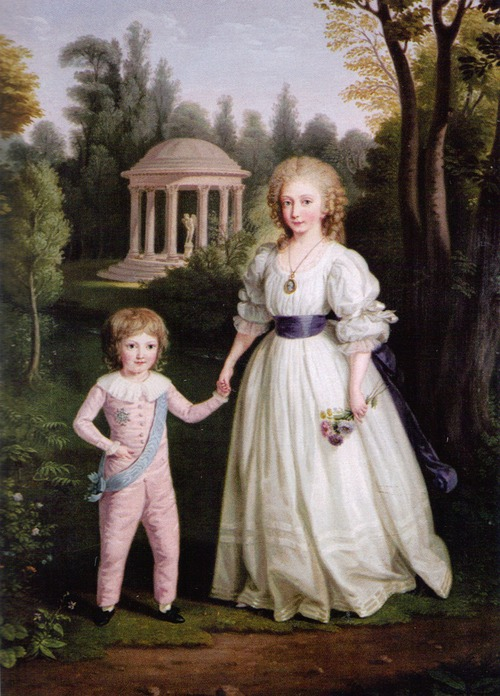
Louis Charles mit seiner Schwester Marie Thérèse Charlotte, gemalt von Ludwig Guttenbrunn

Louis Charles wurde als zweiter Sohn Ludwigs XVI. und dessen Gemahlin Marie-Antoinette geboren. Nach dem Tod seines älteren Bruders 1789 wurde er Dauphin (Kronprinz).
Louis Charles wurde im Vorfeld des Prozesses gegen seine Mutter gefoltert, um Aussagen zu erzwingen, die belegen sollten, dass Marie-Antoinette ihren Sohn zu sexueller Unzucht gezwungen habe.
Nach der Hinrichtung seiner Eltern im Jahr 1793 wurde der Schuster Antoine Simon, ein Jakobiner, beauftragt, ihn zu einem „guten Bürger“ zu erziehen. Nachdem Simon am selben Tag wie Maximilien de Robespierre und andere Jakobiner am 28. Juli 1794 ebenfalls auf der Guillotine hingerichtet worden war, lebte das Kind im Temple-Gefängnis auf sich allein gestellt weiter und starb im Juni 1795 im Alter von zehn Jahren. Die Ursache seines frühen Todes ist nicht mit Sicherheit bekannt; es wird eine Tuberkuloseerkrankung vermutet.

## Ludwigs Herz

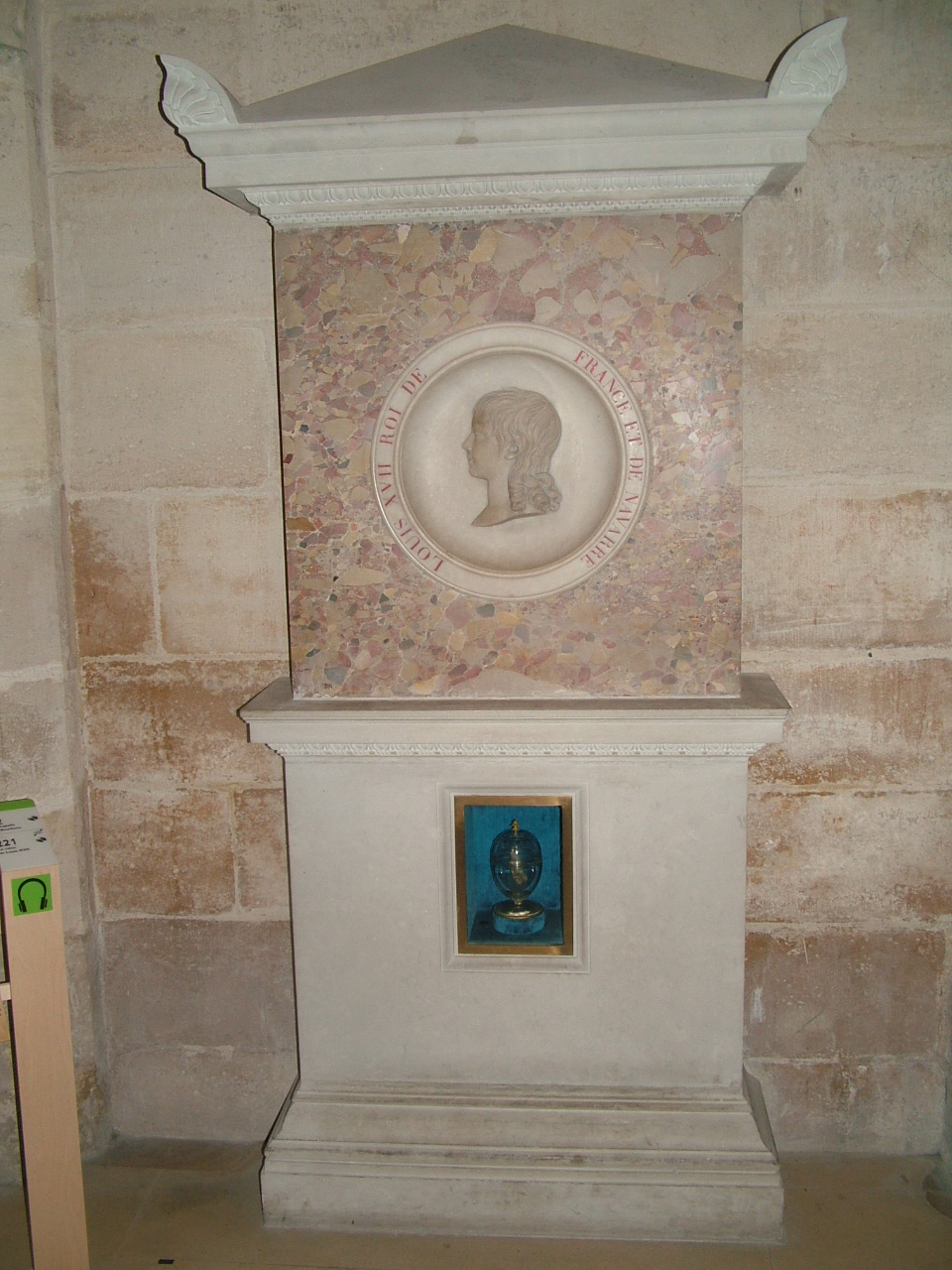
Herzgrab von Ludwig XVII. in Saint-Denis

Nachdem Ludwig gestorben war, schnitt der königstreue Arzt Philippe-Jean Pelletan sein Herz heraus und konservierte es in Alkohol. Es gelangte auf Umwegen über Österreich, Italien und Spanien 1975 in die Kapelle von Saint-Denis, wo es seither in einer mit Alkohol gefüllten Kristallurne aufbewahrt wurde. Die von zwei Forschern im Jahr 2000 durchgeführten Vergleiche von aus dem Herz gewonnenem Genmaterial mit Erbsubstanz von Marie-Antoinette, ihren Schwestern sowie zwei ihrer heute lebenden Nachkommen „untermauern eindeutig die offizielle Version“, dass das Herz tatsächlich Ludwig XVII. gehörte. Das Herz wurde am 8. Juni 2004  in der Basilika Saint-Denis in einer Steinstele beigesetzt.

## Nachfolger
Nach dem Sturz Napoléons I. bestieg Ludwigs Onkel 1814 unter dem Namen Ludwig XVIII. den Thron, obwohl jenseits legitimistischer Kreise ein König Ludwig XVII. nicht anerkannt worden war. Dadurch sollte die Kontinuität des Thronanspruchs der Bourbonen ausgedrückt werden, die die Regierungen der Ersten Republik ebenso wie die Herrschaft Napoleons als illegitim ansahen. Nach diesem Vorbild wurde später Napoleon Herzog von Reichstadt als Napoléon II. bezeichnet, und sein Cousin bestieg als Napoléon III. den Thron.

## Hochstapler
Mehr als 30 Männer (manchmal werden auch bis 100 angegeben) gaben sich im 19. Jahrhundert – oft Jahrzehnte nach seinem Tod – als Ludwig aus. Als besonders hartnäckig erwies sich dabei der deutsche Uhrmacher Karl Wilhelm Naundorff, der Prinzessin Marie Thérèse Charlotte sogar auf Herausgabe von angeblich ihm gehörenden Gegenständen verklagte. Obwohl er kaum Französisch sprach, konnte Naundorff bei Befragungen mit guten Kenntnissen über das Leben bei Hofe glänzen. Keiner der angeblichen Dauphins wurde jedoch von der Familie oder der Öffentlichkeit als echt anerkannt.
Noch im 1884 erschienenen Roman Die Abenteuer des Huckleberry Finn von Mark Twain, der um 1840 spielt, wird ein Hochstapler porträtiert, der als Dauphin auftritt und mit seinem hohen Alter entschuldigt, dass er seine französische Muttersprache gänzlich vergessen habe.
Auch Robert Löhr macht den angeblich überlebenden Dauphin zu einem zentralen Element seines 2007 erschienenen historischen Romans Das Erlkönig-Manöver, wobei Realität und Fiktion vermengt werden.